# 日本国歴代内閣
日本国歴代内閣（にほんこくれきだいないかく）は、日本の歴代内閣の一覧である。
日本国政府の行政府の長である歴代内閣総理大臣の一覧については、「内閣総理大臣の一覧」を参照。

## 内閣職権・内閣官制に基づく内閣
内閣制度は1885年（明治18年）にそれ以前の太政官制に代わって設置されたのに始まる。
1885年（明治18年）12月22日に成立した初代内閣の第1次伊藤内閣は、明治18年太政官達第69号及び内閣職権（明治18年12月22日太政大臣公爵三条実美達）を設置根拠とした。
1889年（明治22年）2月11日に公布、1890年（明治23年）11月29日に施行された明治憲法には国務大臣の規定はあったが、内閣及び内閣総理大臣に関する規定はなく、明治22年12月24日の内閣官制（明治22年勅令第135号）に内閣や内閣総理大臣の規定が置かれた。内閣官制に基づいて発足した最初の内閣は第3代内閣の第1次山縣内閣である。
以後、1947年（昭和22年）5月3日に日本国憲法及び内閣法が施行され、内閣官制の廃止等に関する政令（昭和22年政令第4号）が公布・施行されるまで、内閣の設置は内閣官制を根拠とした。
内閣総理大臣及び国務大臣の選定過程、内閣の成立過程については、憲法その他の法令に詳細な規定は存在せず、慣習・慣例やその時々の有力者の思考等によって行われた。そのため、時により例外はあるものの、概ね以下の過程をたどって、内閣は成立した。
1. 天皇は元老、重臣会議などの推薦（奏薦）を受けて、次期内閣総理大臣の候補者に対し、国務各大臣の候補者を揃えて、内閣を組織すること（組閣）を命じる（これを「大命降下」と呼んだ）。
2. 次期内閣総理大臣の候補者が、国務各大臣の候補者を揃えて天皇に推薦（奏薦）する[注 2]。
3. 天皇は元老、重臣会議などに意見を聞いて、内閣総理大臣及び国務大臣を任命する（大日本帝国憲法第10条）。

### 明治時代（1885年 - 1912年）
第122代天皇 明治天皇（在位期間：1867年2月13日 - 1912年7月30日）
| 代 | 内閣            | 成立年月日                 | 終了年月日                 | 内閣総理大臣 | 与党等                                 |
| -- | --------------- | -------------------------- | -------------------------- | ------------ | -------------------------------------- |
| 1  | 第1次伊藤内閣   | 1885年（明治18年）12月22日 | 1888年（明治21年）04月30日 | 伊藤博文     | 藩閥内閣                               |
| 2  | 黒田内閣        | 1888年（明治21年）04月30日 | 1889年（明治22年）10月25日 | 黑田清隆     | 藩閥内閣                               |
| ─  | 三條暫定内閣    | 1889年（明治22年）10月25日 | 1889年（明治22年）12月24日 | 三條實美     | 藩閥内閣                               |
| 3  | 第1次山縣内閣   | 1889年（明治22年）12月24日 | 1891年（明治24年）05月06日 | 山縣有朋     | 藩閥内閣                               |
| 4  | 第1次松方内閣   | 1891年（明治24年）05月06日 | 1892年（明治25年）08月08日 | 松方正義     | 藩閥内閣                               |
| 5  | 第2次伊藤内閣   | 1892年（明治25年）08月08日 | 1896年（明治29年）09月18日 | 伊藤博文     | 藩閥内閣（日清戦争の後、自由党が参加） |
| 6  | 第2次松方内閣   | 1896年（明治29年）09月18日 | 1898年（明治31年）01月12日 | 松方正義     | 藩閥内閣（進歩党、自由党が参加）       |
| 7  | 第3次伊藤内閣   | 1898年（明治31年）01月12日 | 1898年（明治31年）06月30日 | 伊藤博文     | 藩閥内閣                               |
| 8  | 第1次大隈内閣   | 1898年（明治31年）06月30日 | 1898年（明治31年）11月08日 | 大隈重信     | 憲政党                                 |
| 9  | 第2次山縣内閣   | 1898年（明治31年）11月08日 | 1900年（明治33年）10月19日 | 山縣有朋     | 藩閥内閣 閣外協力:憲政党               |
| 10 | 第4次伊藤内閣   | 1900年（明治33年）10月19日 | 1901年（明治34年）06月02日 | 伊藤博文     | 立憲政友会                             |
| 11 | 第1次桂内閣     | 1901年（明治34年）06月02日 | 1906年（明治39年）01月07日 | 桂太郎       | 官僚内閣 閣外協力:帝国党               |
| 12 | 第1次西園寺内閣 | 1906年（明治39年）01月07日 | 1908年（明治41年）07月14日 | 西園寺公望   | 立憲政友会                             |
| 13 | 第2次桂内閣     | 1908年（明治41年）07月14日 | 1911年（明治44年）08月30日 | 桂太郎       | 官僚内閣 閣外協力:立憲政友会           |
| 14 | 第2次西園寺内閣 | 1911年（明治44年）08月30日 | 1912年（大正元年）12月21日 | 西園寺公望   | 立憲政友会                             |

### 大正時代（1912年 - 1926年）
第123代天皇 大正天皇（在位期間：1912年7月30日 - 1926年12月25日）
| 代 | 内閣           | 成立年月日                 | 終了年月日                 | 内閣総理大臣 | 与党等                                                                     |
| -- | -------------- | -------------------------- | -------------------------- | ------------ | -------------------------------------------------------------------------- |
| 15 | 第3次桂内閣    | 1912年（大正元年）12月21日 | 1913年（大正02年）02月20日 | 桂太郎       | 官僚内閣                                                                   |
| 16 | 第1次山本内閣  | 1913年（大正02年）02月20日 | 1914年（大正03年）04月16日 | 山本權兵衞   | 立憲政友会                                                                 |
| 17 | 第2次大隈内閣  | 1914年（大正03年）04月16日 | 1916年（大正05年）10月09日 | 大隈重信     | 立憲同志会・中正会                                                         |
| 18 | 寺内内閣       | 1916年（大正05年）10月09日 | 1918年（大正07年）09月29日 | 寺内正毅     | 超然内閣（立憲政友会〈1918年4月-〉・立憲国民党〈臨時外交調査会:1917年-〉） |
| 19 | 原内閣         | 1918年（大正07年）09月29日 | 1921年（大正10年）11月13日 | 原敬         | 立憲政友会                                                                 |
| 20 | 高橋内閣       | 1921年（大正10年）11月13日 | 1922年（大正11年）06月12日 | 高橋是清     | 立憲政友会                                                                 |
| 21 | 加藤友三郎内閣 | 1922年（大正11年）06月12日 | 1923年（大正12年）09月02日 | 加藤友三郎   | 立憲政友会                                                                 |
| 22 | 第2次山本内閣  | 1923年（大正12年）09月02日 | 1924年（大正13年）01月07日 | 山本權兵衞   | 立憲政友会・革新倶楽部                                                     |
| 23 | 清浦内閣       | 1924年（大正13年）01月07日 | 1924年（大正13年）06月11日 | 清浦奎吾     | 超然内閣 閣外協力:政友本党                                                 |
| 24 | 加藤高明内閣   | 1924年（大正13年）06月11日 | 1925年（大正14年）08月02日 | 加藤高明     | 憲政会・立憲政友会・革新倶楽部                                             |
| 24 | 加藤高明内閣   | 1925年（大正14年）08月02日 | 1926年（大正15年）01月30日 | 加藤高明     | 憲政会                                                                     |
| 25 | 第1次若槻内閣  | 1926年（大正15年）01月30日 | 1927年（昭和02年）04月20日 | 若槻禮次郞   | 憲政会                                                                     |

### 昭和時代前期（1926年 - 1947年）
第124代天皇 昭和天皇（在位期間：1926年12月25日 - 1989年1月7日）
| 代 | 内閣           | 成立年月日                 | 終了年月日                 | 内閣総理大臣   | 与党等 |
| -- | -------------- | -------------------------- | -------------------------- | -------------- | --- |
| 26 | 田中義一内閣   | 1927年（昭和02年）04月20日 | 1929年（昭和04年）07月02日 | 田中義一       | 立憲政友会 |
| 27 | 濱口内閣       | 1929年（昭和04年）07月02日 | 1931年（昭和06年）04月14日 | 濱口雄幸       | 立憲民政党 |
| 28 | 第2次若槻内閣  | 1931年（昭和06年）04月14日 | 1931年（昭和06年）12月13日 | 若槻禮次郎     | 立憲民政党 |
| 29 | 犬養内閣       | 1931年（昭和06年）12月13日 | 1932年（昭和07年）05月26日 | 犬養毅         | 立憲政友会 |
| 30 | 齋藤内閣       | 1932年（昭和07年）05月26日 | 1934年（昭和09年）07月08日 | 齋藤實         | 挙国一致内閣（立憲民政党・立憲政友会） |
| 31 | 岡田内閣       | 1934年（昭和09年）07月08日 | 1936年（昭和11年）03月09日 | 岡田啓介       | 挙国一致内閣（立憲民政党・昭和会〈1935年-〉・国民同盟〈内閣審議会委員:1936年-〉） |
| 32 | 廣田内閣       | 1936年（昭和11年）03月09日 | 1937年（昭和12年）02月02日 | 廣田弘毅       | 挙国一致内閣（立憲民政党・立憲政友会・昭和会） |
| 33 | 林内閣         | 1937年（昭和12年）02月02日 | 1937年（昭和12年）06月04日 | 林銑十郎       | 挙国一致内閣（昭和会） |
| 34 | 第1次近衛内閣  | 1937年（昭和12年）06月04日 | 1939年（昭和14年）01月05日 | 近衞文麿       | 挙国一致内閣（立憲民政党・立憲政友会・国民同盟） |
| 35 | 平沼内閣       | 1939年（昭和14年）01月05日 | 1939年（昭和14年）08月30日 | 平沼騏一郎     | 挙国一致内閣（立憲民政党・立憲政友会・国民同盟・日本革新党） |
| 36 | 阿部内閣       | 1939年（昭和14年）08月30日 | 1940年（昭和15年）01月16日 | 阿部信行       | 挙国一致内閣（立憲民政党・立憲政友会・国民同盟） |
| 37 | 米内内閣       | 1940年（昭和15年）01月16日 | 1940年（昭和15年）07月22日 | 米内光政       | 挙国一致内閣（立憲民政党・立憲政友会） |
| 38 | 第2次近衛内閣  | 1940年（昭和15年）07月22日 | 1941年（昭和16年）07月18日 | 近衞文麿       | 挙国一致内閣（立憲民政党・立憲政友会・国民同盟 →大政翼賛会） |
| 39 | 第3次近衛内閣  | 1941年（昭和16年）07月18日 | 1941年（昭和16年）10月18日 | 近衞文麿       | 挙国一致内閣（大政翼賛会） |
| 40 | 東條内閣       | 1941年（昭和16年）10月18日 | 1944年（昭和19年）07月22日 | 東條英機       | 挙国一致内閣（大政翼賛会・翼賛政治会〈1942年-〉） |
| 41 | 小磯内閣       | 1944年（昭和19年）07月22日 | 1945年（昭和20年）04月07日 | 小磯國昭       | 挙国一致内閣（大政翼賛会・翼賛政治会/大日本政治会） |
| 42 | 鈴木貫太郎内閣 | 1945年（昭和20年）04月07日 | 1945年（昭和20年）08月17日 | 鈴木貫太郎     | 挙国一致内閣（大政翼賛会〈-6月〉・大日本政治会） |
| 43 | 東久邇宮内閣   | 1945年（昭和20年）08月17日 | 1945年（昭和20年）10月09日 | 東久邇宮稔彦王 | 挙国一致内閣（大日本政治会〈-9月〉） 1945年（昭和20年）09月02日、日本の降伏に伴い降伏文書に署名。 天皇及び政府の統治権は、連合国軍最高司令官総司令部 (GHQ/SCAP) の制限下に置かれた。 （連合国軍占領下） |
| 44 | 幣原内閣       | 1945年（昭和20年）10月09日 | 1946年（昭和21年）05月22日 | 幣原喜重郎     | 挙国一致内閣（日本進歩党・日本自由党） 連合国軍占領下 |
| 45 | 第1次吉田内閣  | 1946年（昭和21年）05月22日 | 1947年（昭和22年）05月24日 | 吉田茂         | 日本自由党・日本進歩党/民主党 連合国軍占領下 |

## 日本国憲法及び内閣法に基づく内閣
1947年（昭和22年）5月3日に日本国憲法が施行され、以後、内閣の設置は同憲法65条以下を根拠としている。なお、第45代・第1次吉田内閣は内閣官制に基づいて成立したものの、同憲法103条により、同憲法に基づいて成立したものとみなされた。
日本国憲法の施行に合わせて、内閣官制の後継法令となる内閣法（昭和22年法律第5号）が施行された。
日本国憲法に定められた内閣の成立過程は、以下の通りである。
1. 内閣総理大臣は、国会議員の中から国会の議決によって指名され（憲法67条1項）、天皇に任命される（同6条1項）[注 13]。
2. 内閣総理大臣は内閣を組織する国務大臣を任命し（同68条1項）、天皇はその任命を認証する（同7条5号）[注 13]。

### 昭和時代後期（1947年 - 1989年）
第124代天皇 昭和天皇（在位期間：1926年12月25日 - 1989年1月7日）
| 代 | 内閣              | 内閣              | 成立年月日                 | 終了年月日                 | 内閣総理大臣 | 与党 |
| -- | ----------------- | ----------------- | -------------------------- | -------------------------- | ------------ | --- |
| 46 | 片山内閣          | 片山内閣          | 1947年（昭和22年）05月24日 | 1948年（昭和23年）03月10日 | 片山哲       | 日本社会党・民主党・国民協同党 連合国軍占領下                                                                                          |
| 47 | 芦田内閣          | 芦田内閣          | 1948年（昭和23年）03月10日 | 1948年（昭和23年）10月15日 | 芦田均       | 民主党・日本社会党・国民協同党 連合国軍占領下                                                                                          |
| 48 | 第2次吉田内閣     | 第2次吉田内閣     | 1948年（昭和23年）10月15日 | 1949年（昭和24年）02月16日 | 吉田茂       | 民主自由党 連合国軍占領下 |
| 49 | 第3次吉田内閣     | 第3次吉田内閣     | 1949年（昭和24年）02月16日 | 1950年（昭和25年）06月28日 | 吉田茂       | 民主自由党・民主党→自由党 連合国軍占領下 1952年（昭和27年）04月28日平和条約が発効。 連合国軍最高司令官総司令部 (GHQ/SCAP) の占領終了。 |
| 49 |                   | 第1次改造内閣     | 1950年（昭和25年）06月28日 | 1951年（昭和26年）07月04日 | 吉田茂       | 民主自由党・民主党→自由党 連合国軍占領下 1952年（昭和27年）04月28日平和条約が発効。 連合国軍最高司令官総司令部 (GHQ/SCAP) の占領終了。 |
| 49 |                   | 第2次改造内閣     | 1951年（昭和26年）07月04日 | 1951年（昭和26年）12月26日 | 吉田茂       | 民主自由党・民主党→自由党 連合国軍占領下 1952年（昭和27年）04月28日平和条約が発効。 連合国軍最高司令官総司令部 (GHQ/SCAP) の占領終了。 |
| 49 |                   | 第3次改造内閣     | 1951年（昭和26年）12月26日 | 1952年（昭和27年）10月30日 | 吉田茂       | 民主自由党・民主党→自由党 連合国軍占領下 1952年（昭和27年）04月28日平和条約が発効。 連合国軍最高司令官総司令部 (GHQ/SCAP) の占領終了。 |
| 50 | 第4次吉田内閣     | 第4次吉田内閣     | 1952年（昭和27年）10月30日 | 1953年（昭和28年）05月21日 | 吉田茂       | 自由党 |
| 51 | 第5次吉田内閣     | 第5次吉田内閣     | 1953年（昭和28年）05月21日 | 1954年（昭和29年）12月10日 | 吉田茂       | 自由党 閣外協力：改進党 |
| 52 | 第1次鳩山一郎内閣 | 第1次鳩山一郎内閣 | 1954年（昭和29年）12月10日 | 1955年（昭和30年）03月19日 | 鳩山一郎     | 日本民主党 |
| 53 | 第2次鳩山一郎内閣 | 第2次鳩山一郎内閣 | 1955年（昭和30年）03月19日 | 1955年（昭和30年）11月22日 | 鳩山一郎     | 日本民主党 |
| 54 | 第3次鳩山一郎内閣 | 第3次鳩山一郎内閣 | 1955年（昭和30年）11月22日 | 1956年（昭和31年）12月23日 | 鳩山一郎     | 自由民主党 |
| 55 | 石橋内閣          | 石橋内閣          | 1956年（昭和31年）12月23日 | 1957年（昭和32年）02月25日 | 石橋湛山     | 自由民主党 |
| 56 | 第1次岸内閣       | 第1次岸内閣       | 1957年（昭和32年）02月25日 | 1957年（昭和32年）07月10日 | 岸信介       | 自由民主党 |
| 56 |                   | 改造内閣          | 1957年（昭和32年）07月10日 | 1958年（昭和33年）06月12日 | 岸信介       | 自由民主党 |
| 57 | 第2次岸内閣       | 第2次岸内閣       | 1958年（昭和33年）06月12日 | 1959年（昭和34年）06月18日 | 岸信介       | 自由民主党 |
| 57 |                   | 改造内閣          | 1959年（昭和34年）06月18日 | 1960年（昭和35年）07月19日 | 岸信介       | 自由民主党 |
| 58 | 第1次池田内閣     | 第1次池田内閣     | 1960年（昭和35年）07月19日 | 1960年（昭和35年）12月08日 | 池田勇人     | 自由民主党 |
| 59 | 第2次池田内閣     | 第2次池田内閣     | 1960年（昭和35年）12月08日 | 1961年（昭和36年）07月18日 | 池田勇人     | 自由民主党 |
| 59 |                   | 第1次改造内閣     | 1961年（昭和36年）07月18日 | 1962年（昭和37年）07月18日 | 池田勇人     | 自由民主党 |
| 59 |                   | 第2次改造内閣     | 1962年（昭和37年）07月18日 | 1963年（昭和38年）07月18日 | 池田勇人     | 自由民主党 |
| 59 |                   | 第3次改造内閣     | 1963年（昭和38年）07月18日 | 1963年（昭和38年）12月09日 | 池田勇人     | 自由民主党 |
| 60 | 第3次池田内閣     | 第3次池田内閣     | 1963年（昭和38年）12月09日 | 1964年（昭和39年）07月18日 | 池田勇人     | 自由民主党 |
| 60 |                   | 改造内閣          | 1964年（昭和39年）07月18日 | 1964年（昭和39年）11月09日 | 池田勇人     | 自由民主党 |
| 61 | 第1次佐藤内閣     | 第1次佐藤内閣     | 1964年（昭和39年）11月09日 | 1965年（昭和40年）06月03日 | 佐藤榮作     | 自由民主党 |
| 61 |                   | 第1次改造内閣     | 1965年（昭和40年）06月03日 | 1966年（昭和41年）08月01日 | 佐藤榮作     | 自由民主党 |
| 61 |                   | 第2次改造内閣     | 1966年（昭和41年）08月01日 | 1966年（昭和41年）12月03日 | 佐藤榮作     | 自由民主党 |
| 61 |                   | 第3次改造内閣     | 1966年（昭和41年）12月03日 | 1967年（昭和42年）02月17日 | 佐藤榮作     | 自由民主党 |
| 62 | 第2次佐藤内閣     | 第2次佐藤内閣     | 1967年（昭和42年）02月17日 | 1967年（昭和42年）11月25日 | 佐藤榮作     | 自由民主党 |
| 62 |                   | 第1次改造内閣     | 1967年（昭和42年）11月25日 | 1968年（昭和43年）11月30日 | 佐藤榮作     | 自由民主党 |
| 62 |                   | 第2次改造内閣     | 1968年（昭和43年）11月30日 | 1970年（昭和45年）01月14日 | 佐藤榮作     | 自由民主党 |
| 63 | 第3次佐藤内閣     | 第3次佐藤内閣     | 1970年（昭和45年）01月14日 | 1971年（昭和46年）07月05日 | 佐藤榮作     | 自由民主党 |
| 63 |                   | 改造内閣          | 1971年（昭和46年）07月05日 | 1972年（昭和47年）07月07日 | 佐藤榮作     | 自由民主党 |
| 64 | 第1次田中角栄内閣 | 第1次田中角栄内閣 | 1972年（昭和47年）07月07日 | 1972年（昭和47年）12月22日 | 田中角栄     | 自由民主党 |
| 65 | 第2次田中角栄内閣 | 第2次田中角栄内閣 | 1972年（昭和47年）12月22日 | 1973年（昭和48年）11月25日 | 田中角栄     | 自由民主党 |
| 65 |                   | 第1次改造内閣     | 1973年（昭和48年）11月25日 | 1974年（昭和49年）11月11日 | 田中角栄     | 自由民主党 |
| 65 |                   | 第2次改造内閣     | 1974年（昭和49年）11月11日 | 1974年（昭和49年）12月09日 | 田中角栄     | 自由民主党 |
| 66 | 三木内閣          | 三木内閣          | 1974年（昭和49年）12月09日 | 1976年（昭和51年）09月15日 | 三木武夫     | 自由民主党 |
| 66 |                   | 改造内閣          | 1976年（昭和51年）09月15日 | 1976年（昭和51年）12月24日 | 三木武夫     | 自由民主党 |
| 67 | 福田赳夫内閣      | 福田赳夫内閣      | 1976年（昭和51年）12月24日 | 1977年（昭和52年）11月28日 | 福田赳夫     | 自由民主党 |
| 67 |                   | 改造内閣          | 1977年（昭和52年）11月28日 | 1978年（昭和53年）12月07日 | 福田赳夫     | 自由民主党 |
| 68 | 第1次大平内閣     | 第1次大平内閣     | 1978年（昭和53年）12月07日 | 1979年（昭和54年）11月09日 | 大平正芳     | 自由民主党 |
| 69 | 第2次大平内閣     | 第2次大平内閣     | 1979年（昭和54年）11月09日 | 1980年（昭和55年）07月17日 | 大平正芳     | 自由民主党 閣外協力：新自由クラブ |
| 70 | 鈴木善幸内閣      | 鈴木善幸内閣      | 1980年（昭和55年）07月17日 | 1981年（昭和56年）11月30日 | 鈴木善幸     | 自由民主党 |
| 70 |                   | 改造内閣          | 1981年（昭和56年）11月30日 | 1982年（昭和57年）11月27日 | 鈴木善幸     | 自由民主党 |
| 71 | 第1次中曽根内閣   | 第1次中曽根内閣   | 1982年（昭和57年）11月27日 | 1983年（昭和58年）12月27日 | 中曽根康弘   | 自由民主党 |
| 72 | 第2次中曽根内閣   | 第2次中曽根内閣   | 1983年（昭和58年）12月27日 | 1984年（昭和59年）11月01日 | 中曽根康弘   | 自由民主党・新自由クラブ |
| 72 |                   | 第1次改造内閣     | 1984年（昭和59年）11月01日 | 1985年（昭和60年）12月28日 | 中曽根康弘   | 自由民主党・新自由クラブ |
| 72 |                   | 第2次改造内閣     | 1985年（昭和60年）12月28日 | 1986年（昭和61年）07月22日 | 中曽根康弘   | 自由民主党・新自由クラブ |
| 73 | 第3次中曽根内閣   | 第3次中曽根内閣   | 1986年（昭和61年）07月22日 | 1987年（昭和62年）11月06日 | 中曽根康弘   | 自由民主党 |
| 74 | 竹下内閣          | 竹下内閣          | 1987年（昭和62年）11月06日 | 1988年（昭和63年）12月27日 | 竹下登       | 自由民主党 |
| 74 |                   | 改造内閣          | 1988年（昭和63年）12月27日 | 1989年（平成元年）06月03日 | 竹下登       | 自由民主党 |

### 平成時代（1989年 - 2019年）
第125代天皇 上皇（明仁）（在位期間：1989年1月7日 - 2019年4月30日）
| 代 | 内閣           | 内閣                    | 成立年月日                 | 終了年月日                 | 内閣総理大臣 | 与党 |
| -- | -------------- | ----------------------- | -------------------------- | -------------------------- | ------------ | --- |
| 75 | 宇野内閣       | 宇野内閣                | 1989年（平成元年）06月03日 | 1989年（平成元年）08月10日 | 宇野宗佑     | 自由民主党 |
| 76 | 第1次海部内閣  | 第1次海部内閣           | 1989年（平成元年）08月10日 | 1990年（平成02年）02月28日 | 海部俊樹     | 自由民主党 |
| 77 | 第2次海部内閣  | 第2次海部内閣           | 1990年（平成02年）02月28日 | 1990年（平成02年）12月29日 | 海部俊樹     | 自由民主党 |
| 77 |                | 改造内閣                | 1990年（平成02年）12月29日 | 1991年（平成03年）11月05日 | 海部俊樹     | 自由民主党 |
| 78 | 宮澤内閣       | 宮澤内閣                | 1991年（平成03年）11月05日 | 1992年（平成04年）12月12日 | 宮澤喜一     | 自由民主党 |
| 78 |                | 改造内閣                | 1992年（平成04年）12月12日 | 1993年（平成05年）08月09日 | 宮澤喜一     | 自由民主党 |
| 79 | 細川内閣       | 細川内閣                | 1993年（平成05年）08月09日 | 1994年（平成06年）04月28日 | 細川護熙     | 日本新党・日本社会党・新生党・公明党・新党さきがけ・民社党・社会民主連合・民主改革連合（参院）                            |
| 80 | 羽田内閣       | 羽田内閣                | 1994年（平成06年）04月28日 | 1994年（平成06年）06月30日 | 羽田孜       | 新生党・公明党・日本新党・民社党・自由党・改革の会・民主改革連合（参院） 閣外協力：新党さきがけ・新党みらい・社会民主連合 |
| 81 | 村山内閣       | 村山内閣                | 1994年（平成06年）06月30日 | 1995年（平成07年）08月08日 | 村山富市     | 日本社会党・自由民主党・新党さきがけ                                                                                      |
| 81 |                | 改造内閣                | 1995年（平成07年）08月08日 | 1996年（平成08年）01月11日 | 村山富市     | 日本社会党・自由民主党・新党さきがけ                                                                                      |
| 82 | 第1次橋本内閣  | 第1次橋本内閣           | 1996年（平成08年）01月11日 | 1996年（平成08年）11月07日 | 橋本龍太郎   | 自由民主党・日本社会党/社会民主党・新党さきがけ                                                                           |
| 83 | 第2次橋本内閣  | 第2次橋本内閣           | 1996年（平成08年）11月07日 | 1997年（平成09年）09月11日 | 橋本龍太郎   | 自由民主党 閣外協力：社会民主党・新党さきがけ                                                                             |
| 83 |                | 改造内閣                | 1997年（平成09年）09月11日 | 1998年（平成10年）07月30日 | 橋本龍太郎   | 自由民主党 閣外協力：社会民主党・新党さきがけ（1998年（平成10年）06月まで）                                               |
| 84 | 小渕内閣       | 小渕内閣                | 1998年（平成10年）07月30日 | 1999年（平成11年）01月14日 | 小渕恵三     | 自由民主党 |
| 84 |                | 第1次改造内閣           | 1999年（平成11年）01月14日 | 1999年（平成11年）10月05日 | 小渕恵三     | 自由民主党・自由党 |
| 84 |                | 第2次改造内閣           | 1999年（平成11年）10月05日 | 2000年（平成12年）04月05日 | 小渕恵三     | 自由民主党・自由党/保守党・公明党                                                                                         |
| 85 | 第1次森内閣    | 第1次森内閣             | 2000年（平成12年）04月05日 | 2000年（平成12年）07月04日 | 森喜朗       | 自由民主党・公明党・保守党                                                                                                |
| 86 | 第2次森内閣    | 第2次森内閣             | 2000年（平成12年）07月04日 | 2000年（平成12年）12月05日 | 森喜朗       | 自由民主党・公明党・保守党                                                                                                |
| 86 |                | 改造内閣 （省庁再編前） | 2000年（平成12年）12月05日 | 2001年（平成13年）01月06日 | 森喜朗       | 自由民主党・公明党・保守党                                                                                                |
| 86 |                | 改造内閣 （省庁再編後） | 2001年（平成13年）01月06日 | 2001年（平成13年）04月26日 | 森喜朗       | 自由民主党・公明党・保守党                                                                                                |
| 87 | 第1次小泉内閣  | 第1次小泉内閣           | 2001年（平成13年）04月26日 | 2002年（平成14年）09月30日 | 小泉純一郎   | 自由民主党・公明党・保守党                                                                                                |
| 87 |                | 第1次改造内閣           | 2002年（平成14年）09月30日 | 2003年（平成15年）09月22日 | 小泉純一郎   | 自由民主党・公明党・保守党/保守新党                                                                                       |
| 87 |                | 第2次改造内閣           | 2003年（平成15年）09月22日 | 2003年（平成15年）11月19日 | 小泉純一郎   | 自由民主党・公明党・保守新党                                                                                              |
| 88 | 第2次小泉内閣  | 第2次小泉内閣           | 2003年（平成15年）11月19日 | 2004年（平成16年）09月27日 | 小泉純一郎   | 自由民主党・公明党 |
| 88 |                | 改造内閣                | 2004年（平成16年）09月27日 | 2005年（平成17年）09月21日 | 小泉純一郎   | 自由民主党・公明党 |
| 89 | 第3次小泉内閣  | 第3次小泉内閣           | 2005年（平成17年）09月21日 | 2005年（平成17年）10月31日 | 小泉純一郎   | 自由民主党・公明党 |
| 89 |                | 改造内閣                | 2005年（平成17年）10月31日 | 2006年（平成18年）09月26日 | 小泉純一郎   | 自由民主党・公明党 |
| 90 | 第1次安倍内閣  | 第1次安倍内閣           | 2006年（平成18年）09月26日 | 2007年（平成19年）08月27日 | 安倍晋三     | 自由民主党・公明党 |
| 90 |                | 改造内閣                | 2007年（平成19年）08月27日 | 2007年（平成19年）09月26日 | 安倍晋三     | 自由民主党・公明党 |
| 91 | 福田康夫内閣   | 福田康夫内閣            | 2007年（平成19年）09月26日 | 2008年（平成20年）08月02日 | 福田康夫     | 自由民主党・公明党 |
| 91 |                | 改造内閣                | 2008年（平成20年）08月02日 | 2008年（平成20年）09月24日 | 福田康夫     | 自由民主党・公明党 |
| 92 | 麻生内閣       | 麻生内閣                | 2008年（平成20年）09月24日 | 2009年（平成21年）09月16日 | 麻生太郎     | 自由民主党・公明党 |
| 93 | 鳩山由紀夫内閣 | 鳩山由紀夫内閣          | 2009年（平成21年）09月16日 | 2010年（平成22年）06月08日 | 鳩山由紀夫   | 民主党・社会民主党（2010年（平成22年）05月まで）・国民新党                                                                |
| 94 | 菅直人内閣     | 菅直人内閣              | 2010年（平成22年）06月08日 | 2010年（平成22年）09月17日 | 菅直人       | 民主党・国民新党 |
| 94 |                | 第1次改造内閣           | 2010年（平成22年）09月17日 | 2011年（平成23年）01月14日 | 菅直人       | 民主党・国民新党 |
| 94 |                | 第2次改造内閣           | 2011年（平成23年）01月14日 | 2011年（平成23年）09月02日 | 菅直人       | 民主党・国民新党 |
| 95 | 野田内閣       | 野田内閣                | 2011年（平成23年）09月02日 | 2012年（平成24年）01月13日 | 野田佳彦     | 民主党・国民新党 |
| 95 |                | 第1次改造内閣           | 2012年（平成24年）01月13日 | 2012年（平成24年）06月04日 | 野田佳彦     | 民主党・国民新党 |
| 95 |                | 第2次改造内閣           | 2012年（平成24年）06月04日 | 2012年（平成24年）10月01日 | 野田佳彦     | 民主党・国民新党 |
| 95 |                | 第3次改造内閣           | 2012年（平成24年）10月01日 | 2012年（平成24年）12月26日 | 野田佳彦     | 民主党・国民新党 |
| 96 | 第2次安倍内閣  | 第2次安倍内閣           | 2012年（平成24年）12月26日 | 2014年（平成26年）09月03日 | 安倍晋三     | 自由民主党・公明党 |
| 96 |                | 改造内閣                | 2014年（平成26年）09月03日 | 2014年（平成26年）12月24日 | 安倍晋三     | 自由民主党・公明党 |
| 97 | 第3次安倍内閣  | 第3次安倍内閣           | 2014年（平成26年）12月24日 | 2015年（平成27年）10月07日 | 安倍晋三     | 自由民主党・公明党 |
| 97 |                | 第1次改造内閣           | 2015年（平成27年）10月07日 | 2016年（平成28年）08月03日 | 安倍晋三     | 自由民主党・公明党 |
| 97 |                | 第2次改造内閣           | 2016年（平成28年）08月03日 | 2017年（平成29年）08月03日 | 安倍晋三     | 自由民主党・公明党 |
| 97 |                | 第3次改造内閣           | 2017年（平成29年）08月03日 | 2017年（平成29年）11月01日 | 安倍晋三     | 自由民主党・公明党 |
| 98 | 第4次安倍内閣  | 第4次安倍内閣           | 2017年（平成29年）11月01日 | 2018年（平成30年）10月02日 | 安倍晋三     | 自由民主党・公明党 |
| 98 |                | 第1次改造内閣           | 2018年（平成30年）10月02日 | 2019年（令和元年）09月11日 | 安倍晋三     | 自由民主党・公明党 |

### 令和時代（2019年 - ）
第126代天皇 徳仁（在位期間：2019年5月1日 - ）
| 代  | 内閣          | 内閣          | 成立年月日                  | 終了年月日                  | 内閣総理大臣 | 与党               |
| --- | ------------- | ------------- | --------------------------- | --------------------------- | ------------ | ------------------ |
| 98  | 第4次安倍内閣 | 第4次安倍内閣 | 2019年（令和元年）09月11日  | 2020年（令和02年）09月16日  | 安倍晋三     | 自由民主党・公明党 |
| 98  | 第2次改造内閣 |               | 2019年（令和元年）09月11日  | 2020年（令和02年）09月16日  | 安倍晋三     | 自由民主党・公明党 |
| 99  | 菅義偉内閣    | 菅義偉内閣    | 2020年（令和02年）09月16日  | 2021年（令和03年）10月04日  | 菅義偉       | 自由民主党・公明党 |
| 100 | 第1次岸田内閣 | 第1次岸田内閣 | 2021年（令和03年）10月04日  | 2021年（令和03年）11月10日  | 岸田文雄     | 自由民主党・公明党 |
| 101 | 第2次岸田内閣 | 第2次岸田内閣 | 2021年（令和03年）11月10日  | 2022年（令和04年）08月10日  | 岸田文雄     | 自由民主党・公明党 |
| 101 |               | 第1次改造内閣 | 2022年（令和04年）08月10日  | 2023年（令和05年）09月13日  | 岸田文雄     | 自由民主党・公明党 |
| 101 |               | 第2次改造内閣 | 2023年（令和05年）09月13日  | 2024年（令和06年）010月1日  | 岸田文雄     | 自由民主党・公明党 |
| 102 | 第1次石破内閣 | 第1次石破内閣 | 2024年（令和06年）010月1日  | 2024年（令和06年）011月11日 | 石破茂       | 自由民主党・公明党 |
| 103 | 第2次石破内閣 | 第2次石破内閣 | 2024年（令和06年）011月11日 |                             | 石破茂       | 自由民主党・公明党 |